# Liga LEB Plata 2022-23
La temporada 2022-23 de LEB Plata fue la vigésima tercera temporada de la tercera liga española de baloncesto. Comenzó el 7 de octubre de 2022 con la primera jornada de la temporada regular y finalizó el 20 de mayo de 2023 con los playoffs de promoción a la Liga Española de Baloncesto Oro.

## Formato
Se mantuvieron los 28 equipos divididos en 2 grupos de 14 (Este y Oeste) con una fase regular independiente en cada grupo. Al final de la temporada regular, el primer equipo de cada grupo jugó una eliminatoria para ascender directamente a LEB Oro, mientras que el equipo perdedor pasó a los cuartos de final de los playoffs de ascenso; los equipos que terminaron del 2.º al 8.º lugar de cada grupo se clasificaron para los playoffs de ascenso, en eliminatorias de octavos, cuartos y semifinales para determinar los otros dos equipos que accederían a LEB Oro. Descendieron a liga EBA 6 equipos, los dos últimos de cada grupo y los dos perdedores de los dos playoffs de descenso que disputaron los equipos que terminaron el 11.º de un grupo contra el 12.º del otro grupo.

## Equipos

### Ascensos y descensos (pretemporada)
Un total de 28 equipos compitieron en la liga, incluidos 19 equipos de la temporada 2021-22, los tres descendidos de la liga LEB Oro y seis ascendidos de la Liga EBA.
Equipos descendidos de la Liga LEB Oro
- Lobe Huesca La Magia.
- Fibwi Palma.
- CB Prat.

Equipos ascendidos de la Liga EBA
- Cazoo Baskonia B.
- USAL La Antigua.
- CB L'Hospitalet.
- Baloncesto Talavera (permutó la plaza con el CB Pozuelo que había logrado el ascenso).
- Brisasol - CB Salou (permutó la plaza con el Barça B que había logrado el ascenso).
- CB L'Horta Godella (permutó la plaza con el Valencia BC B que había logrado la permanencia, pero decidió incribirse en la Liga EBA).
- CB Santurtzi SK (no pudo ascender y finalmente permaneció en la Liga EBA).

## Liga regular

### Grupo Este
| | Equipo                    | J  | G  | P  | PF   | PC   | DP   | Puntos |
| --- | ------------------------- | -- | -- | -- | ---- | ---- | ---- | ------ |
| 1 | CB Prat                   | 26 | 22 | 4  | 2201 | 1825 | 376  | 48     |
| 2 | Hestia Menorca            | 26 | 21 | 5  | 1961 | 1742 | 219  | 47     |
| 3 | Maderas Sorli Benicarló   | 26 | 18 | 8  | 1973 | 1842 | 131  | 44     |
| 4 | Class Bàsquet Sant Antoni | 26 | 18 | 8  | 2065 | 1939 | 126  | 44     |
| 5 | Fibwi Palma               | 26 | 16 | 10 | 2108 | 2124 | -16  | 42     |
| 6 | CB Cornellà               | 26 | 14 | 12 | 2025 | 1972 | 53   | 40     |
| 7 | Odilo FC Cartagena CB     | 26 | 13 | 13 | 1792 | 1740 | 52   | 39     |
| 8 | CB L'Horta Godella        | 26 | 12 | 14 | 1954 | 1965 | -11  | 38     |
| 9 | Gran Canaria B            | 26 | 11 | 15 | 1923 | 1921 | 2    | 37     |
| 10 | Lobe Huesca La Magia      | 26 | 9  | 17 | 1817 | 1969 | -152 | 35     |
| 11 | CB L'Hospitalet           | 26 | 8  | 18 | 1943 | 2080 | -137 | 34     |
| 12 | Safir Fruits Alginet      | 26 | 8  | 18 | 1919 | 2109 | -190 | 34     |
| 13 | Brisasol - CB Salou       | 26 | 7  | 19 | 1865 | 2030 | -165 | 33     |
| 14 | Recambios Gaudí CB Mollet | 26 | 5  | 21 | 1899 | 2187 | -288 | 31     |
| Fuente: Federación Española de Baloncesto: Clasificación de la Liga LEB Plata - Grupo Este; actualización automática |                           |    |    |    |      |      |      |        |

### Grupo Oeste
| | Equipo                               | J  | G  | P  | PF   | PC   | DP   | Puntos |
| --- | ------------------------------------ | -- | -- | -- | ---- | ---- | ---- | ------ |
| 1 | UBU Tizona                           | 26 | 24 | 2  | 2270 | 1784 | 486  | 50     |
| 2 | Rioverde Clavijo                     | 26 | 19 | 7  | 1942 | 1793 | 149  | 45     |
| 3 | Teknei Bizkaia Zornotza              | 26 | 18 | 8  | 2060 | 1896 | 164  | 44     |
| 4 | Enerparking Basket Navarra           | 26 | 16 | 10 | 2097 | 2030 | 67   | 42     |
| 5 | Damex UDEA Algeciras                 | 26 | 15 | 11 | 2016 | 1952 | 64   | 41     |
| 6 | Clínica Ponferrada SDP               | 26 | 14 | 12 | 2137 | 2134 | 3    | 40     |
| 7 | Zamora Enamora                       | 26 | 13 | 13 | 1930 | 1889 | 41   | 39     |
| 8 | Decolor Fundación Globalcaja La Roda | 26 | 12 | 14 | 1970 | 2081 | -111 | 38     |
| 9 | Melilla Sport Capital Enrique Soler  | 26 | 10 | 16 | 1918 | 2038 | -120 | 36     |
| 10 | CB Minuscenter Morón                 | 26 | 10 | 16 | 2088 | 2196 | -108 | 36     |
| 11 | Real Canoe NC                        | 26 | 9  | 17 | 2073 | 2226 | -153 | 35     |
| 12 | Baloncesto Talavera                  | 26 | 8  | 18 | 1944 | 2111 | -167 | 34     |
| 13 | La Antigua CB Tormes                 | 26 | 7  | 19 | 1934 | 2136 | -202 | 33     |
| 14 | Cazoo Baskonia B                     | 26 | 7  | 19 | 2025 | 2138 | -113 | 33     |
| Fuente: Federación Española de Baloncesto: Clasificación de la Liga LEB Plata - Grupo Oeste; actualización automática |                                      |    |    |    |      |      |      |        |

## Playoffs

### Por el título
El ganador se proclamó campeón de la Liga LEB Plata 2022-23 y ascendió a la Liga LEB Oro 2023-24. El perdedor accedió a los cuartos de final del playoff de ascenso.
| Equipo 1 | Agr.    | Equipo 2   | Ida   | Vuelta |
| -------- | ------- | ---------- | ----- | ------ |
| CB Prat  | 150-164 | UBU Tizona | 60-76 | 90-88  |

Fuente: FEB

### Por el ascenso
|  | Octavos de final                                             | Octavos de final                                             | Octavos de final                                             | Octavos de final                                             |    |                        | Cuartos de final                                          | Cuartos de final                                          | Cuartos de final                                          | Cuartos de final                                          |     |                | Semifinales                                             | Semifinales                                             | Semifinales                                             | Semifinales                                             |  |         | Asciende a LEB Oro 2023-24 | Asciende a LEB Oro 2023-24 | Asciende a LEB Oro 2023-24 |  |
|  | 15/16 de abril de 2023 (ida) 22/23 de abril de 2023 (vuelta) | 15/16 de abril de 2023 (ida) 22/23 de abril de 2023 (vuelta) | 15/16 de abril de 2023 (ida) 22/23 de abril de 2023 (vuelta) | 15/16 de abril de 2023 (ida) 22/23 de abril de 2023 (vuelta) |    |                        | 29/30 de abril de 2023 (ida) 6/7 de mayo de 2023 (vuelta) | 29/30 de abril de 2023 (ida) 6/7 de mayo de 2023 (vuelta) | 29/30 de abril de 2023 (ida) 6/7 de mayo de 2023 (vuelta) | 29/30 de abril de 2023 (ida) 6/7 de mayo de 2023 (vuelta) |     |                | 13/14 de mayo de 2023 (ida) 20 de mayo de 2023 (vuelta) | 13/14 de mayo de 2023 (ida) 20 de mayo de 2023 (vuelta) | 13/14 de mayo de 2023 (ida) 20 de mayo de 2023 (vuelta) | 13/14 de mayo de 2023 (ida) 20 de mayo de 2023 (vuelta) |  |         |                            |                            |                            |  |
|  |                                                              |                                                              |                                                              |                                                              |    |                        |                                                           |                                                           |                                                           |                                                           |     |                |                                                         |                                                         |                                                         |                                                         |  |         |                            |                            |                            |  |
|  |                                                              |                                                              |                                                              |                                                              |    |                        |                                                           |                                                           |                                                           |                                                           |     |                |                                                         |                                                         |                                                         |                                                         |  |         |                            |                            |                            |  |
|  | 3E                                                           | Maderas Sorli Benicarló                                      | 66                                                           | 75                                                           |    |                        |                                                           |                                                           |                                                           |                                                           |     |                |                                                         |                                                         |                                                         |                                                         |  |         |                            |                            |                            |  |
|  | 3E                                                           | Maderas Sorli Benicarló                                      | 66                                                           | 75                                                           |    |                        |                                                           |                                                           |                                                           |                                                           |     |                |                                                         |                                                         |                                                         |                                                         |  |         |                            |                            |                            |  |
|  | 7O                                                           | Zamora Enamora                                               | 66                                                           | 81                                                           |    |                        |                                                           |                                                           |                                                           |                                                           |     |                |                                                         |                                                         |                                                         |                                                         |  |         |                            |                            |                            |  |
|  | 7O                                                           | Zamora Enamora                                               | 66                                                           | 81                                                           |    | Zamora Enamora         | Zamora Enamora                                            | 68                                                        | 79                                                        |                                                           |     |                |                                                         |                                                         |                                                         |                                                         |  |         |                            |                            |                            |  |
|  |                                                              |                                                              |                                                              |                                                              |    | Zamora Enamora         | Zamora Enamora                                            | 68                                                        | 79                                                        |                                                           |     |                |                                                         |                                                         |                                                         |                                                         |  |         |                            |                            |                            |  |
|  |                                                              |                                                              | CB Prat                                                      | CB Prat                                                      | 84 | 73                     |                                                           |                                                           |                                                           |                                                           |     |                |                                                         |                                                         |                                                         |                                                         |  |         |                            |                            |                            |  |
|  | 1E                                                           | CB Prat                                                      | CB Prat                                                      | CB Prat                                                      | 84 | 73                     |                                                           |                                                           |                                                           |                                                           |     |                |                                                         |                                                         |                                                         |                                                         |  |         |                            |                            |                            |  |
|  | 1E                                                           | CB Prat                                                      |                                                              |                                                              |    |                        |                                                           |                                                           |                                                           |                                                           |     |                |                                                         |                                                         |                                                         |                                                         |  |         |                            |                            |                            |  |
|  |                                                              |                                                              |                                                              |                                                              |    |                        |                                                           |                                                           |                                                           |                                                           |     |                |                                                         |                                                         |                                                         |                                                         |  |         |                            |                            |                            |  |
|  |                                                              |                                                              |                                                              |                                                              |    |                        |                                                           | CB Prat                                                   | CB Prat                                                   | 91                                                        | 100 |                |                                                         |                                                         |                                                         |                                                         |  |         |                            |                            |                            |  |
|  |                                                              |                                                              |                                                              |                                                              |    |                        |                                                           |                                                           |                                                           |                                                           | 100 |                |                                                         |                                                         |                                                         |                                                         |  |         |                            |                            |                            |  |
|  |                                                              |                                                              | E. Basket Navarra                                            | E. Basket Navarra                                            | 71 | 73                     |                                                           |                                                           |                                                           |                                                           |     |                |                                                         |                                                         |                                                         |                                                         |  |         |                            |                            |                            |  |
|  | 6E                                                           | CB Cornellà                                                  | E. Basket Navarra                                            | E. Basket Navarra                                            | 71 | 73                     | 71                                                        | 85                                                        |                                                           |                                                           |     |                |                                                         |                                                         |                                                         |                                                         |  |         |                            |                            |                            |  |
|  | 6E                                                           | CB Cornellà                                                  |                                                              |                                                              |    |                        |                                                           |                                                           |                                                           |                                                           |     |                |                                                         |                                                         |                                                         |                                                         |  |         |                            |                            |                            |  |
|  | 4O                                                           | E. Basket Navarra                                            | 72                                                           | 88                                                           |    |                        |                                                           |                                                           |                                                           |                                                           |     |                |                                                         |                                                         |                                                         |                                                         |  |         |                            |                            |                            |  |
|  | 4O                                                           | E. Basket Navarra                                            | 72                                                           | 88                                                           |    | E. Basket Navarra      | E. Basket Navarra                                         | 85                                                        | 75                                                        |                                                           |     |                |                                                         |                                                         |                                                         |                                                         |  |         |                            |                            |                            |  |
|  |                                                              |                                                              |                                                              |                                                              |    | E. Basket Navarra      | E. Basket Navarra                                         | 85                                                        | 75                                                        |                                                           |     |                |                                                         |                                                         |                                                         |                                                         |  |         |                            |                            |                            |  |
|  |                                                              |                                                              | Teknei Bizkaia Zornotza                                      | Teknei Bizkaia Zornotza                                      | 77 | 82                     |                                                           |                                                           |                                                           |                                                           |     |                |                                                         |                                                         |                                                         |                                                         |  |         |                            |                            |                            |  |
|  | 7E                                                           | Odilo FC Cartagena CB                                        | Teknei Bizkaia Zornotza                                      | Teknei Bizkaia Zornotza                                      | 77 | 82                     | 65                                                        | 73                                                        |                                                           |                                                           |     |                |                                                         |                                                         |                                                         |                                                         |  |         |                            |                            |                            |  |
|  | 7E                                                           | Odilo FC Cartagena CB                                        |                                                              |                                                              |    |                        |                                                           |                                                           |                                                           |                                                           |     |                |                                                         |                                                         |                                                         |                                                         |  |         |                            |                            |                            |  |
|  | 3O                                                           | Teknei Bizkaia Zornotza                                      | 63                                                           | 76                                                           |    |                        |                                                           |                                                           |                                                           |                                                           |     |                |                                                         |                                                         |                                                         |                                                         |  |         |                            |                            |                            |  |
|  | 3O                                                           | Teknei Bizkaia Zornotza                                      | 63                                                           | 76                                                           |    |                        |                                                           |                                                           |                                                           |                                                           |     |                |                                                         |                                                         |                                                         |                                                         |  | CB Prat | CB Prat                    | [ 5 ]                      |                            |  |
|  |                                                              |                                                              |                                                              |                                                              |    |                        |                                                           |                                                           |                                                           |                                                           |     |                |                                                         |                                                         |                                                         |                                                         |  | CB Prat | CB Prat                    | [ 5 ]                      |                            |  |
|  |                                                              |                                                              | Hestia Menorca                                               |                                                              |    |                        |                                                           |                                                           |                                                           |                                                           |     |                |                                                         |                                                         |                                                         |                                                         |  |         |                            |                            |                            |  |
|  | 4E                                                           | Class Bàsquet Sant Antoni                                    | 80                                                           | 86                                                           |    |                        |                                                           |                                                           |                                                           |                                                           |     |                |                                                         |                                                         |                                                         |                                                         |  |         |                            |                            |                            |  |
|  | 4E                                                           | Class Bàsquet Sant Antoni                                    | 80                                                           | 86                                                           |    |                        |                                                           |                                                           |                                                           |                                                           |     |                |                                                         |                                                         |                                                         |                                                         |  |         |                            |                            |                            |  |
|  | 6O                                                           | Clínica Ponferrada SDP                                       | 82                                                           | 91                                                           |    |                        |                                                           |                                                           |                                                           |                                                           |     |                |                                                         |                                                         |                                                         |                                                         |  |         |                            |                            |                            |  |
|  | 6O                                                           | Clínica Ponferrada SDP                                       | 82                                                           | 91                                                           |    | Clínica Ponferrada SDP | Clínica Ponferrada SDP                                    | 66                                                        | 66                                                        |                                                           |     |                |                                                         |                                                         |                                                         |                                                         |  |         |                            |                            |                            |  |
|  |                                                              |                                                              |                                                              |                                                              |    | Clínica Ponferrada SDP | Clínica Ponferrada SDP                                    | 66                                                        | 66                                                        |                                                           |     |                |                                                         |                                                         |                                                         |                                                         |  |         |                            |                            |                            |  |
|  |                                                              |                                                              | Hestia Menorca                                               | Hestia Menorca                                               | 77 | 91                     |                                                           |                                                           |                                                           |                                                           |     |                |                                                         |                                                         |                                                         |                                                         |  |         |                            |                            |                            |  |
|  | 8O                                                           | Decolor F. G. La Roda                                        | Hestia Menorca                                               | Hestia Menorca                                               | 77 | 91                     | 63                                                        | 56                                                        |                                                           |                                                           |     |                |                                                         |                                                         |                                                         |                                                         |  |         |                            |                            |                            |  |
|  | 8O                                                           | Decolor F. G. La Roda                                        |                                                              |                                                              |    |                        |                                                           |                                                           |                                                           |                                                           |     |                |                                                         |                                                         |                                                         |                                                         |  |         |                            |                            |                            |  |
|  | 2E                                                           | Hestia Menorca                                               | 82                                                           | 72                                                           |    |                        |                                                           |                                                           |                                                           |                                                           |     |                |                                                         |                                                         |                                                         |                                                         |  |         |                            |                            |                            |  |
|  | 2E                                                           | Hestia Menorca                                               | 82                                                           | 72                                                           |    |                        |                                                           |                                                           |                                                           |                                                           |     | Hestia Menorca | Hestia Menorca                                          | 67                                                      | 67                                                      |                                                         |  |         |                            |                            |                            |  |
|  |                                                              |                                                              |                                                              |                                                              |    |                        |                                                           |                                                           |                                                           |                                                           |     | Hestia Menorca | Hestia Menorca                                          | 67                                                      | 67                                                      |                                                         |  |         |                            |                            |                            |  |
|  |                                                              |                                                              | Rioverde Clavijo                                             | Rioverde Clavijo                                             | 59 | 61                     |                                                           |                                                           |                                                           |                                                           |     |                |                                                         |                                                         |                                                         |                                                         |  |         |                            |                            |                            |  |
|  | 5E                                                           | Fibwi Palma                                                  | Rioverde Clavijo                                             | Rioverde Clavijo                                             | 59 | 61                     | 71                                                        | 86                                                        |                                                           |                                                           |     |                |                                                         |                                                         |                                                         |                                                         |  |         |                            |                            |                            |  |
|  | 5E                                                           | Fibwi Palma                                                  |                                                              |                                                              |    |                        |                                                           |                                                           |                                                           |                                                           |     |                |                                                         |                                                         |                                                         |                                                         |  |         |                            |                            |                            |  |
|  | 5O                                                           | Damex UDEA Algeciras                                         | 62                                                           | 81                                                           |    |                        |                                                           |                                                           |                                                           |                                                           |     |                |                                                         |                                                         |                                                         |                                                         |  |         |                            |                            |                            |  |
|  | 5O                                                           | Damex UDEA Algeciras                                         | 62                                                           | 81                                                           |    | Fibwi Palma            | Fibwi Palma                                               | 67                                                        | 79                                                        |                                                           |     |                |                                                         |                                                         |                                                         |                                                         |  |         |                            |                            |                            |  |
|  |                                                              |                                                              |                                                              |                                                              |    | Fibwi Palma            | Fibwi Palma                                               | 67                                                        | 79                                                        |                                                           |     |                |                                                         |                                                         |                                                         |                                                         |  |         |                            |                            |                            |  |
|  |                                                              |                                                              | Rioverde Clavijo                                             | Rioverde Clavijo                                             | 65 | 91                     |                                                           |                                                           |                                                           |                                                           |     |                |                                                         |                                                         |                                                         |                                                         |  |         |                            |                            |                            |  |
|  | 8E                                                           | CB L'Horta Godella                                           | Rioverde Clavijo                                             | Rioverde Clavijo                                             | 65 | 91                     | 60                                                        | 66                                                        |                                                           |                                                           |     |                |                                                         |                                                         |                                                         |                                                         |  |         |                            |                            |                            |  |
|  | 8E                                                           | CB L'Horta Godella                                           |                                                              |                                                              |    |                        |                                                           |                                                           |                                                           |                                                           |     |                |                                                         |                                                         |                                                         |                                                         |  |         |                            |                            |                            |  |
|  | 2O                                                           | Rioverde Clavijo                                             | 67                                                           | 78                                                           |    |                        |                                                           |                                                           |                                                           |                                                           |     |                |                                                         |                                                         |                                                         |                                                         |  |         |                            |                            |                            |  |
|  | 2O                                                           | Rioverde Clavijo                                             | 67                                                           | 78                                                           |    |                        |                                                           |                                                           |                                                           |                                                           |     |                |                                                         |                                                         |                                                         |                                                         |  |         |                            |                            |                            |  |
|  |                                                              |                                                              |                                                              |                                                              |    |                        |                                                           |                                                           |                                                           |                                                           |     |                |                                                         |                                                         |                                                         |                                                         |  |         |                            |                            |                            |  |

#### Octavos de final
| Equipo 1                      | Agr.    | Equipo 2                   | Ida   | Vuelta |
| ----------------------------- | ------- | -------------------------- | ----- | ------ |
| CB Prat                       | Directo |                            | 0     | 0      |
| Zamora Enamora                | 147-141 | Maderas Sorli Benicarló    | 66-66 | 81-75  |
| CB Cornellà                   | 156-160 | Enerparking Basket Navarra | 71-72 | 85-88  |
| Odilo FC Cartagena CB         | 138-139 | Teknei Bizkaia Zornotza    | 65-63 | 73-76  |
| Clínica Ponferrada SDP        | 173-149 | Class Bàsquet Sant Antoni  | 82-80 | 91-69  |
| Decolor F. Globalcaja La Roda | 119-154 | Hestia Menorca             | 63-82 | 56-72  |
| Damex UDEA Algeciras          | 143-157 | Fibwi Palma                | 62-71 | 81-86  |
| CB L'Horta Godella            | 126-145 | Rioverde Clavijo           | 60-67 | 66-78  |

Fuente: FEB

##### Clasificación equipos de cuartos de final
| Pos. | Equipo                     | PJ | G  | P  | PF   | PC   | DP   | Pts | Clasificación |
| ---- | -------------------------- | -- | -- | -- | ---- | ---- | ---- | --- | ------------- |
| 1    | CB Prat*                   | 26 | 22 | 4  | 2201 | 1825 | +376 | 48  | Este          |
| 2    | Hestia Menorca*            | 26 | 21 | 5  | 1961 | 1742 | +219 | 47  | Este          |
| 3    | Rioverde Clavijo*          | 26 | 19 | 7  | 1942 | 1793 | +149 | 45  | Oeste         |
| 4    | Teknei Bizkaia Zornotza*   | 26 | 18 | 8  | 2060 | 1896 | +164 | 44  | Oeste         |
| 5    | Enerparking Basket Navarra | 26 | 16 | 10 | 2097 | 2030 | +67  | 42  | Oeste         |
| 6    | Fibwi Palma                | 26 | 16 | 10 | 2108 | 2124 | −16  | 42  | Este          |
| 7    | Clínica Ponferrada SDP     | 26 | 14 | 12 | 2137 | 2134 | +3   | 40  | Oeste         |
| 8    | Zamora Enamora             | 26 | 13 | 13 | 1930 | 1889 | +41  | 39  | Oeste         |

 Fuente: FEB

#### Cuartos de final
Se estableció una clasificación entre los equipos ganadores de los Octavos de final. El equipo perdedor de la eliminatoria entre los dos primeros, ocupó el primer puesto de la clasificación. La clasificación de los siete equipos se obtuvo como sigue a continuación:
- Puesto obtenido al término de la Liga regular.
- Número de victorias al término de la Liga regular.
- En caso de empate se regirá el Reglamento General de la FEB.

| Equipo 1                   | Agr.    | Equipo 2                | Ida   | Vuelta |
| -------------------------- | ------- | ----------------------- | ----- | ------ |
| Zamora Enamora             | 147-157 | CB Prat                 | 68-84 | 79-73  |
| Enerparking Basket Navarra | 160-159 | Teknei Bizkaia Zornotza | 85-77 | 75-82  |
| Clínica Ponferrada SDP     | 132-168 | Hestia Menorca          | 66-77 | 66-91  |
| Fibwi Palma                | 146-156 | Rioverde Clavijo        | 67-65 | 79-91  |

Fuente: FEB

#### Semifinales
Los dos ganadores ascendieron a la Liga LEB Oro 2023-24.
| Equipo 1                   | Agr.    | Equipo 2       | Ida   | Vuelta |
| -------------------------- | ------- | -------------- | ----- | ------ |
| Enerparking Basket Navarra | 144-191 | CB Prat        | 71-91 | 73-100 |
| Rioverde Clavijo           | 120-134 | Hestia Menorca | 59-67 | 61-67  |

Fuente: FEB

### Por el descenso
Los dos perdedores descendieron a la Liga EBA 2023-24.
| Equipo 1             | Agr.    | Equipo 2        | Ida   | Vuelta |
| -------------------- | ------- | --------------- | ----- | ------ |
| Baloncesto Talavera  | 143-147 | CB L'Hospitalet | 63-67 | 80-80  |
| Safir Fruits Alginet | 185-161 | Real Canoe NC   | 99-77 | 86-84  |

Fuente: FEB

## Postemporada
Ascendieron a LEB Oro:
- UBU Tizona (Campeones).
- Hestia Menorca.
- Rioverde Clavijo (ascendió al ocupar la vacante por la renuncia del  CB Prat).[1]
- (  CB Prat (Subcampeones) renunció al ascenso).[6]

Descendieron de LEB Oro:
- Bueno Arenas Albacete Basket.
- Juaristi ISB.
- CB Almansa con Afanion (renunció a la LEB Oro).[7]
- (  Melilla Ciudad del Deporte no descendió al intercambiar su plaza con el   CB Almansa con Afanion).[8]

Descendieron a Liga EBA:
- Recambios Gaudí CB Mollet.
- Cazoo Baskonia B.
- La Antigua CB Tormes.
- Baloncesto Talavera.
- Real Canoe NC.
- (  Brisasol - CB Salou no descendió al intercambiar su plaza con el  CB Cornellà que renunció a la LEB Plata).[4]

Renunciaron a la LEB Plata:
- CB Cornellà (renunció a la categoría e intercambió su plaza con el  Brisasol - CB Salou).[4]
- Enerparking Basket Navarra.[9]

Ascendieron desde Liga EBA:
- Palmer Basket Mallorca Palma.
- Ibersol CB Tarragona.
- Homs UE Mataró.
- Pajarraco CB Santfeliuenc.
- Huelva Comercio LRi21 - Viridis.
- Juventud Alcalá Escribano EME (al comprar la plaza del  CB Alcobendas que renunció al ascenso).[10]
- Ciudad de Huelva Gestia (al comprar la plaza del  Enerparking Basket Navarra que renunció a la LEB Plata).[11]
- (  CB Alcobendas renunció al ascenso).[12]